# 도현정
도현정은 한국의 드라마 작가다.

## 집필 작품

### 드라마
- 2000년 MBC 베스트극장 《내 인생의 남자》
- 2001년 MBC 베스트극장 《행복한 남자》
- 2001년 MBC 베스트극장 《타인에게 말 걸기》
- 2002년 MBC 베스트극장 《베일 속의 키스》
- 2002년 MBC 《삼총사》
- 2003년 MBC 베스트극장 《늪》
- 2003년 MBC 《남자의 향기》
- 2004년 MBC 베스트극장 《유혹》
- 2005년 MBC 베스트극장 《메이, 준》
- 2007년 MBC 《케 세라 세라》
- 2012년 MBN 《사랑도 돈이 되나요》
- 2015년 SBS 《마을 아치아라의 비밀》[1]
- 2018년 MBC 《붉은 달 푸른 해》[2]

### 영화
- 2005년 《가발》

## 수상 경력
- 44회 몬테카를로 TV 페스티벌 최고 작품상 수상